# رود زرافشان
رود زرافشان (به تاجیکی: Зарафшондарё) رودخانه‌ای در آسیای میانه است. این رودخانه که از ۷۴۰ تا ۸۷۷ کیلومتر درازا دارد، پس از سرچشمه گرفتن از کوهستان مست‌چاه و جریان یافتن به سمت غرب، از تاجیکستان و ازبکستان گذشته و در بیابانی در نزدیکی آمودریا خشک می‌شود.

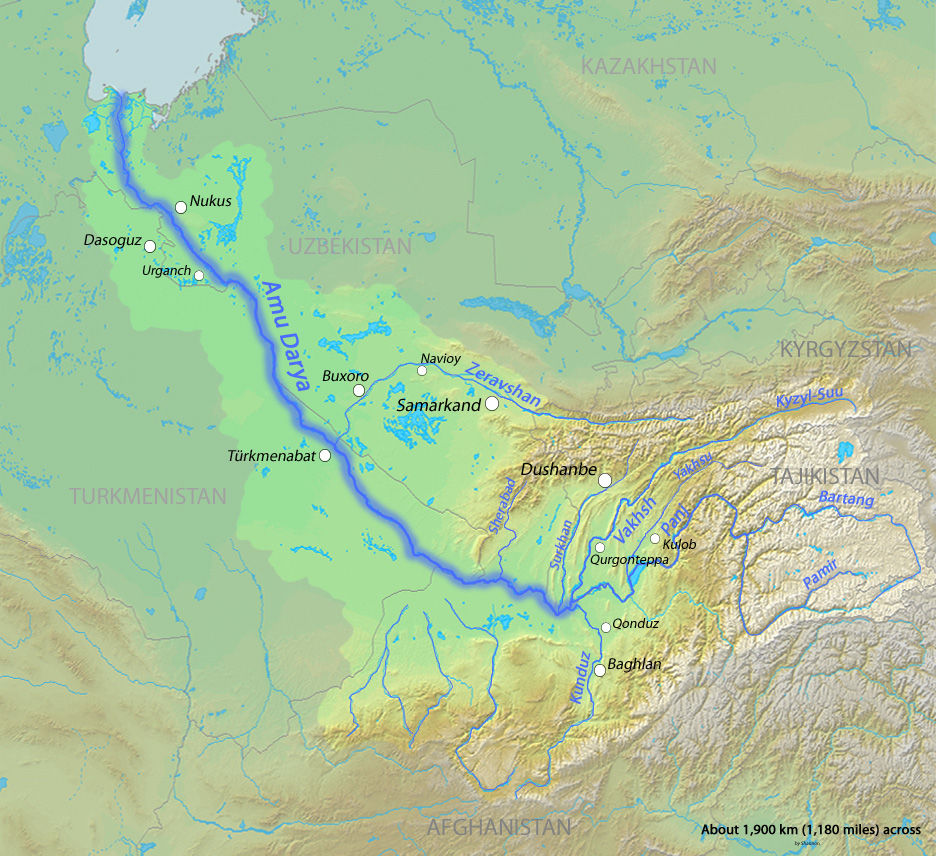
آمودریا پررنگ نشان داده شده است و زرافشان یکی از رودهاییست که از سمت شمال به آموی میریزد.

## مشخصات
رود زرافشان از شرق رشته‌کوه ترکستان واقع در کوه‌های پامیر-آلای در تاجیکستان سرچشمه می‌گیرد. این رود سپس با جریان یافتن به سمت غرب از تاجیکستان و درهٔ زرافشان گذشته و وارد جنوب شرقی ازبکستان  می‌شود و با عبور از شهرهای سمرقند و بخارا و طی مسافتی بین ۷۴۰ تا ۸۷۷ کیلومتر، در بیابانی واقع در شمال ترکمن‌آباد (چهارجوی) و در نزدیکی رود آمودریا که زرافشان زمانی یکی از رودهای تغذیه‌کنندهٔ آن بود ناپدید می‌شود. همچنین کوه‌های زرافشان بخش جنوبی آبخیز رودخانه را تشکیل می‌دهند.
آب رود زرافشان از ذوب برف‌ها و یخچال‌ها تأمین شده و حوضهٔ آبخیز وسیعی توسط آن آبیاری می‌شود، از جمله استپ قارشی واقع در جنوب زرافشان که توسط کانالی آب رودخانه را دریافت می‌کند. همچنین درهٔ زرافشان که آب آن توسط سد مخزنی کته قورغان تأمین می‌شود و به‌ویژه در بخش ازبک‌نشین آن جمعیت زیادی ساکنند، یکی از واحه‌های مهم در آسیای میانه است که در مکان سغد باستان قرار دارد.

## نام
يونانيان باستان اين رود را پاليتميتوس می‌ناميدند. همچنين در گذشته‌ای نه چندان دور، اين رودخانه با نام رود سغد نيز شناخته می‌شد.
نام رودخانه متشکل از دو واژهٔ زر و افشان و به معنای افشانندهٔ زر می‌باشد و اشاره به اهمیت رود زرافشان در آبیاری منطقه دارد. همچنین ممکن است ارتباطی نیز بین نام رود و طلای واقعی وجود داشته باشد که روزگاری در بخش‌های بالادست رودخانه استخراج می‌شد.